# Sérgio Ramos
Pour les articles homonymes, voir Sergio Ramos (homonymie), Ramos et Selores (homonymie).
Ne pas confondre avec Sergio Ramos, joueur de football.
 (novembre 2020).
Si vous disposez d'ouvrages ou d'articles de référence ou si vous connaissez des sites web de qualité traitant du thème abordé ici, merci de compléter l'article en donnant les références utiles à sa vérifiabilité et en les liant à la section « Notes et références ».
Sérgio Ramos, né le 11 décembre 1975 à Lisbonne au Portugal, est un joueur portugais de basket-ball mesurant 2 m. Il évolue au poste d'ailier.
Après l'Eurobasket de 2007 à Madrid, il met un terme à sa carrière avec la sélection nationale.

## Biographie
Joueur talentueux mais régulièrement blessé, il se distingue notamment en Liga ACB et en LegA grâce à son adresse au tir. 
Il n'a connu qu'un club au Portugal, le S.L Benfica. Lors de ses premières années en tant que professionnel, il remporte plusieurs titres nationaux (coupe, championnat et supercoupe). Après 4 années à Benfica, il part en l'Italie et évolue en LegA avec le Olimpia Milan, puis la SS Felice Scandone, avant d'être transféré en Espagne.
Il évolue 4 ans en ACB avec le CE Lleida Basquetbol, équipe avec qui il dispute les play-offs pour le titre national et en compétition européenne. Il a des statistiques de 11 points, 4 rebonds et presque 2 passes par match. 
En 2006-2007, il arrive au CB Alcúdia, à Palma de Majorque après une mauvaise année où des blessures fréquentes ont diminué sa valeur auprès des clubs.
En 2007, après la 9e place de l'EuroBasket à Madrid, il met un terme à sa participation à la sélection nationale.
À 33 ans, après 9 années hors du Portugal, il réintègre son club formateur, le S.L Benfica.